# Trachyphonus darnaudii
Il Trachyphonus darnaudii , comunemente conosciuto con il nome volgare di Barbetto di D'Arnaud, è una specie di barbetto dell'Africa orientale, appartenente alla famiglia dei Lybiidae.

## Descrizione
Questa specie è onnivora e si nutre tendenzialmente di frutti (principalmente bacche), insetti e semi. Può arrivare a misurare un massimo di 20 cm di lunghezza ed è perfettamente adattato tanto alla vita arboricola come terrestre. Esattamente ad altezza del suolo è dove preferisce costruire il nido con ramoscelli raccolti dal terreno, operazione che molte volte svolge in tunnel sotterranei scavati appositamente per questo motivo.
Durante la stagione degli accoppiamenti, il maschio è solito districarsi in balli e canti per attirare gli esemplari del genere opposto.
Questa specie prende il nome dall'esploratore e ingegnere francese Joseph Pons d'Arnaud, che descrisse la specie per la prima volta nel  1847.